# MGM-1 Matador
Martin MGM-1 Matador là loại tên lửa hành trình đất đối đất đầu tiên được Hoa Kỳ chế tạo đưa vào sử dụng. Nó có hình dáng khá giống với bom bay V-1 của Đức quốc xã, nhưng Matador có thêm liên kết vô tuyến cho phép hiệu chỉnh đường bay trong khi bay. Điều này cho phép độ chính xác cao trong khoảng cách dưới 1000 km.

## Biến thể và các giai đoạn thiết kế
- MX-771:
- SSM-A-1:
- XSSM-A-1:
- YSSM-A-1:
- B-61:
- XB-61:
- YB-61:
- B-61A:
- TM-61A:
- TM-61B:
- TM-61C:
- MGM-1C:

## Quốc gia sử dụng
Hoa Kỳ: Không quân Hoa Kỳ
 Đức: Bundeswehr

## Tính năng kỹ chiến thuật (MGM-1C)
Bản mẫu:Rocket specifications